# تحصیل سمبریال
تحصیل سمبریال (به انگلیسی: Sambrial Tehsil) یک تحصیل در پاکستان است که در پنجاب واقع شده‌است.